# Паметник на битката на народите
Паметникът на битката на народите (на немски: Völkerschlachtdenkmal) се намира в югоизточната част на град Лайпциг, Германия.
Издигнат е в памет за Битката при Лайпциг, известна като „Битката на народите“. Построен е по архитектурен проект на Бруно Шмиц и е открит на 18 октомври 1913 г. Скулптурните проекти са на Кристиян Беренс и Франц Метцнер. Пред паметника има изкуствен воден басейн с размери 162 х 79 м., върху чиято повърхност се отразява монументът.

## Строителство
Външните части на паметника са построени от гранит-порфир от находище до селището Бойха, намиращо се близо до Лайпциг. Там са добити и обработени 26 500 бр. гранит-порфирни блока, използвани за обличане на всички вътрешни и външни бетонни повърхнини.
Конструкцията на паметника е изпълнена в 90 % от бетон. Това е най-голямата бетонна конструкция на своето време в Германия.

### Архитектура
Паметникът е висок 91 м. от нивото на улицата. От основата на цокъла до платформата за наблюдение на върха са изградени 500 стъпала. Още при построяването на паметника е направен асансьор до височина 57 м.
Върху вътрешната повърхност на купола са изобразени 324 конници с почти естествени размери. В четирите ъгъла на залата на славата се намират 4 статуи с височина 9,5 м., символизиращи добродетелите на германския народ в освободителните войни (смелост, сила на вярата, сила на народа, жертвоготовност). Криптата заема цялата среда на залата и представлява символичен гроб на загиналите 120 хиляди загинали. На стените се намират осем двойки каменни войни. Фигурата над входа на паметника е на архангел Михаил, явяващ се защитник на войниците. Над него стои надписът „Бог с нас“.

### Технически данни
- Начало на строителството: 18 октомври 1898 г.
- Откриване: 18 октомври 1913 г.
- Височина 91 м.
- Височина на вътрешната зала с купола 68 м.
- Плоча на фундамента 80х70х2м.
- Количество на фундаментните пилоти: 65 бр.
- Широчина на пиедестала: 126 м.
- Маса: 300 000 тона
- Използвани каменни блока: 26500 б.
- Използван бетон: 120 000 м³
- Стойност: 6 милиона златни марки

## В културата
Този паметник е в основата на разказа „Българи“ на Чудомир.